# 帕夏利馬訥島
帕夏利馬訥島是土耳其的島嶼，位於該國西北部馬摩拉海南部，由巴勒克埃西爾省負責管轄，面積21.4平方公里，人口約2,000，人口密度每平方公里93人。
位于40°30′43″N 27°29′55″E，

## 外部連結
- Falling Rain Genomics, Inc. .   [2008-04-20]. （原始内容存档于2021-01-16）.
- Governorship of Balıkesir （页面存档备份，存于）

40°29′22″N 27°36′32″E / 40.48944°N 27.60889°E